# Reqterdrumer
reqterdrumer（レクタードラマー）は、日本のミュージシャン、DJである。福岡県出身。

## 概要
Blue Arts Music主宰。1996年からDJ/オーガナイザーとして活動開始。トラックメイカーとしては2008年にファーストシングルをスペインのレーベルよりリリースし、その後、イギリス、ポルトガル、セルビア、オーストラリア、ブラジル、アルゼンチン等のレーベルから多数の作品を発表。2015年7月には、KEN ISHII, FRANK MULLER, マイク・ヴァン・ダイク, SUGIURUMN, Hiroshi Watanabeら豪華リミキサーを迎えた3rdアルバム"undulation"をリリースした。

## ディスコグラフィ

### アルバム
- Initial Melodies （2013年）※配信のみ
- Amorphous (2014年) ※配信のみ
- undulation (2015年)